# Seconda Lega FVBJ/AFBJ
La Seconda Lega FVBJ/AFBJ di calcio svizzero è il secondo campionato svizzero di calcio puramente amatoriale, il quinto livello su una scala di 9. Essa è gestita dalla Lega Amatori della Associazione Svizzera di Football. Viene disputata dalle squadre dei Cantoni Berna e Giura.

## Partecipanti stagione 2024-2025
Gruppo 1
- Aemme
- Breitenrain 2
- Dürrenast
- Goldstern
- Heimberg
- Interlaken
- Italiana Bern
- Köniz II
- Konolfingen
- Länggasse
- Meiringen
- Schönbühl
- Weissenstein
- Wyler Bern

Gruppo 2
- Aarberg
- Azzurri Bienne
- Besa Biel/Bienne 2
- Courrendlin-Courroux
- Diaspora 2014
- Grünstern
- Haute-Ajoie
- Herzogenbuchsee
- Kirchberg BE
- Moutier
- Oberdiessbach
- Orpund
- Porrentruy
- Worb